# Contlalco, Oaxaca
Contlalco är en ort i Mexiko.   Den ligger i kommunen San Juan de los Cués och delstaten Oaxaca, i den sydöstra delen av landet, 270 km sydost om huvudstaden Mexico City. Contlalco ligger 1 845 meter över havet och antalet invånare är 193.
Terrängen runt Contlalco är kuperad åt nordväst, men åt sydost är den bergig. Runt Contlalco är det ganska tätbefolkat, med 78 invånare per kvadratkilometer. Närmaste större samhälle är Teotitlán de Flores Magón, 7,3 km nordväst om Contlalco. Omgivningarna runt Contlalco är en mosaik av jordbruksmark och naturlig växtlighet.